# Mordella splendidula
Mordella splendidula là một loài bọ cánh cứng trong họ Mordellidae. Loài này được Faldermann miêu tả khoa học năm 1838.